# Okres Čenstochová
Okres Čenstochová (Częstochowa; polsky Powiat częstochowski) je okres v polském Slezském vojvodství. Rozlohu má 1519,49 km² a v roce 2023 zde žilo 131 701 obyvatel. Sídlem správy okresu je město Čenstochová, které však není jeho součástí, ale tvoří samostatný městský okres.

## Gminy
Městsko-vesnické:
- Blachownia
- Koniecpol
- Olsztyn
- Przyrów

Vesnické:
- Dąbrowa Zielona
- Janów
- Kamienica Polska
- Kłomnice
- Konopiska
- Kruszyna
- Lelów
- Mstów
- Mykanów
- Poczesna
- Rędziny
- Starcza

## Města
- Blachownia
- Koniecpol
- Olsztyn
- Przyrów

## Sousední okresy
| Růžice kompasu | Kłobuck, Pajęczno | Pajęczno          | Radomsko   | Růžice kompasu |
| Růžice kompasu | Kłobuck           | Sever             | Włoszczowa | Růžice kompasu |
| Růžice kompasu | Kłobuck           | Okres Čenstochová | Włoszczowa | Růžice kompasu |
| Růžice kompasu | Kłobuck           | Jih               | Włoszczowa | Růžice kompasu |
| Růžice kompasu | Lubliniec         | Myszków           | Zawiercie  | Růžice kompasu |